# Henry Mayer (caricaturiste)
Pour les articles homonymes, voir Henry Mayer.
Henry Mayer (18 juillet 1868 - 27 septembre 1954), souvent considéré comme Hy Mayer dans les signatures, en utilisant l'abréviation traditionnelle de Henry, est un caricaturiste et animateur germano-américain.

## Biographie
Mayer est né à Worms, en Allemagne. Il est le fils d'un commerçant juif de Londres. Après avoir travaillé comme illustrateur de magazines à Munich, Paris (Le Figaro Illustré) et Londres (Pall Mall Gazette), il émigre aux États-Unis, en 1886.
En 1893, il s'installe à New York et illustre un certain nombre de livres pour enfants. Il est caricaturiste politique pour The New York Times à partir de 1904, puis, en 1914, caricaturiste en chef de Puck. De 1909 à 1917, il contribue à la réalisation de dessins pour les premiers films tels que des séries d'actualités cinématographiques pour Universal Animated Weekly. Il crée et réalise la série originale Travelaughs, diffusée par Universal Studios, de 1913 à 1920, et la série Such Is Life, avec les titres Such Is Life at a County Fair (1921) et Such Is Life in Munich (1922), diffusées par Film Booking Offices of America, de 1920 à 1926. Ces deux séries de films, à sujet court, combinent de l'animation et des prises de vue réelles dans des lieux exotiques. On lui attribue la réalisation de plus de 100 courts métrages entre 1913 et 1926.

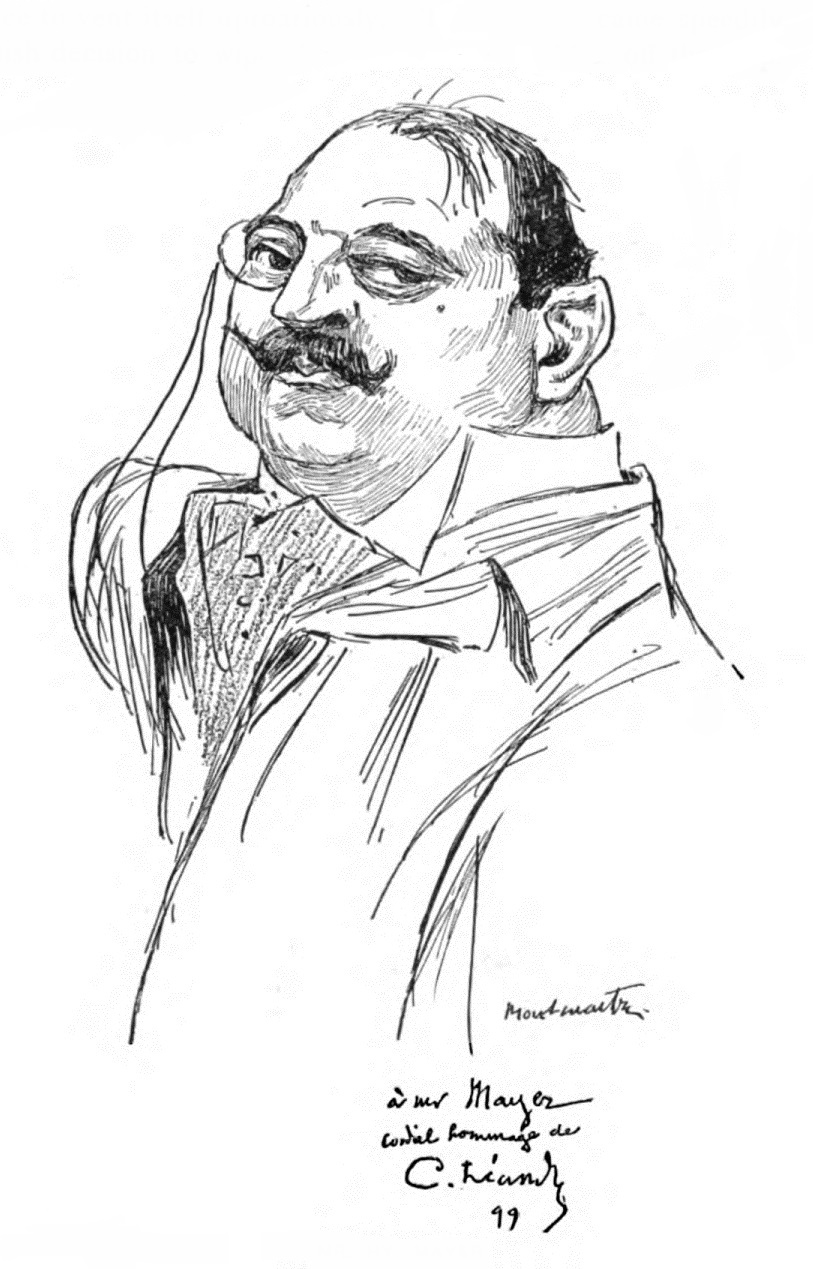
Caricature de Hy Mayer, par Charles Léandre (avant 1900).

Mayer a également travaillé avec Otto Messmer sur la série The Travels of Teddy, satire du président Teddy Roosevelt, avant que Messmer ne parte travailler avec le producteur Pat Sullivan sur la longue série d'animation Félix le Chat.
Il décède à South Norwalk, dans le Connecticut, aux États-Unis.

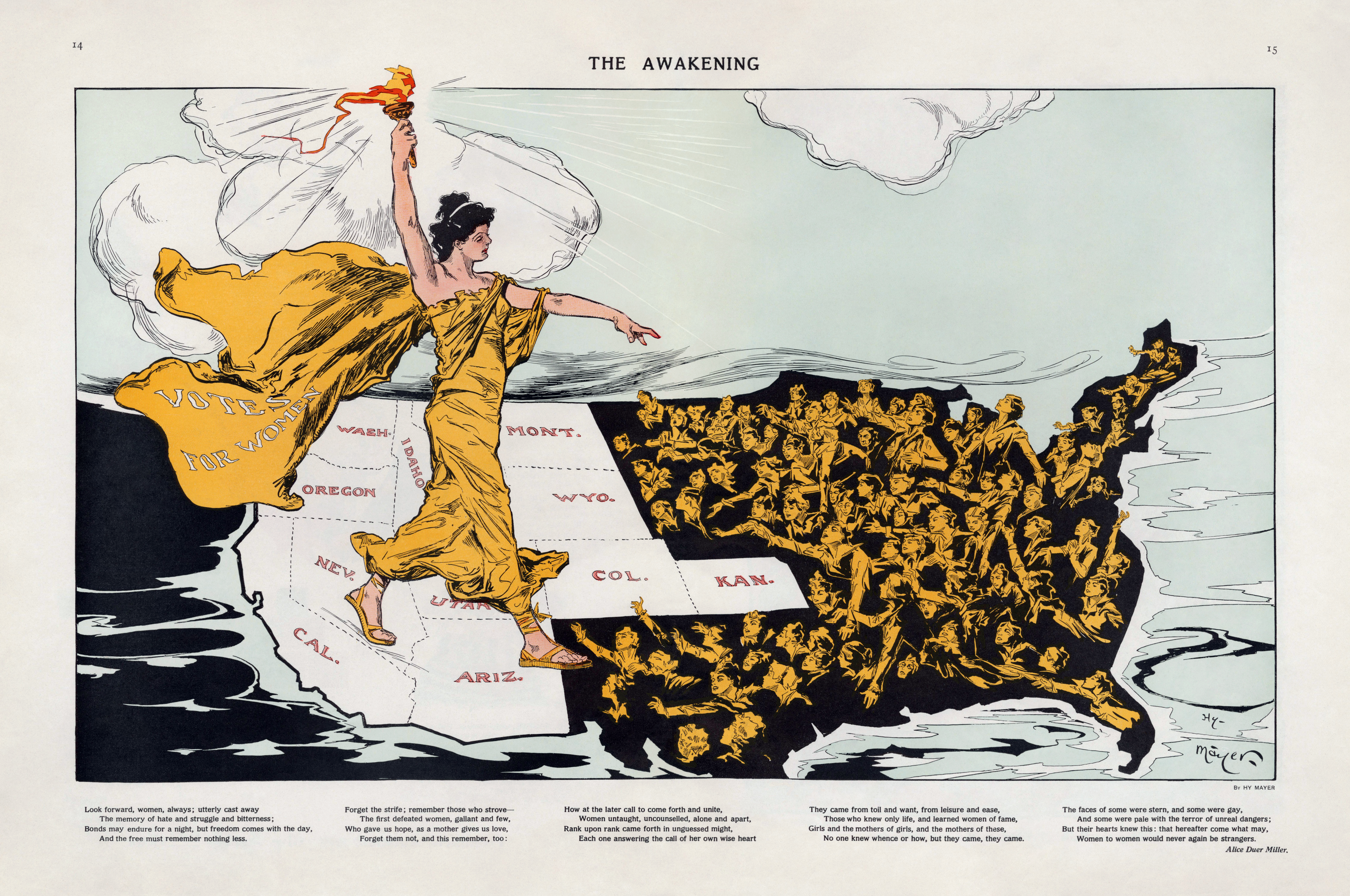
The Awakening, littéralement en Le réveil. Les suffragettes ont réussi à l'Ouest ; leur torche réveille les femmes qui se battent à l'Est et au Sud dans ce dessin de Henry Mayer dans le magazine Puck (20 février 1915).